# 克爾比·帕基特
克爾比·帕基特（英語：Kirby Puckett，1960年3月14日—2006年3月6日），為美國職棒大聯盟的中外野手。帕基特生涯全都效力於雙城隊，他的生涯安打數、得分與壘打數都高居隊史第一。而他的生涯打擊率為3成18，是喬·迪馬喬退休後生涯打擊率最高的美聯右打者。
1996年，36歲的帕基特因為罹患青光眼，不得已選擇退休。2001年，他在第一年的名人堂票選資格就順利入選。

## 早年生活
帕基特出生於芝加哥，幼時起在羅伯泰勒之家社區生活，該社區在當地有較為頭痛的毒品犯罪問題等。為了早日脫離當地較為黑暗的環境，帕基特努力在卡魯梅特高中的棒球隊發揮，想盡可能受到矚目。然而畢業後的該年卻沒能申請到任何大學的獎學金。為了生計帕基特一度在福特汽車的裝配廠工作了一段時間。隨後獲得邀請進入布拉德立大學就讀；一年後轉學至特里頓學院。該年他受到雙城隊的關注，並且在選秀會第一輪第三順位被挑中，隨後開始了他在雙城隊的生涯。

## 職業生涯
1984年5月8日，帕基特登上大聯盟。他在初登板就敲出4支安打，並且跑回一分。該年他的打擊率為2成96。1985年，他的打擊率為2成88，而他一整年的打數也是聯盟最高。
1986年，帕基特首度入選明星賽。這年他的打擊率高達3成28，並敲出31轟與96分打點。而他也斬獲了個人首座金手套獎。

### 1987年–1990年
1987年，雙城隊闖進季後賽，並且拿下世界大賽冠軍。帕基特在例行賽的打擊率為3成32，敲出28轟與99分打點。不過他在美聯冠軍賽的打擊率只有2成08，後來他在世界大賽的打擊率回到3成57。他也在這年的8月30日達成單場敲出6支安打的表現。
1988年，帕基特繳出了3成56的打擊率，並敲出24轟與121分打點。這年他在MVP票選上拿下第三名，儘管這年雙城贏了91場比賽，他們卻落後同區的運動家高達13場勝差。
1989年，帕基特以3成39的打擊率拿下打擊王。而他在4月達成生涯千安成就，並成為大聯盟史上第四位在生涯前5個球季達成生涯千安的球員。不過雙城這年連5成勝率都不到，完全進不了季後賽。1990年，帕基特持續繳出穩定的表現，他的打擊率為2成98，並敲出12轟與80分打點。不過雙城隊的戰績還是一蹶不振，這年僅拿下74勝88敗。

### 1991年–1995年
1991年，帕基特的打擊率為3成19。球隊也透過交易補強得來強投傑克·莫里斯，最後球隊順利挺進季後賽。帕基特在美聯冠軍賽的打擊率高達4成29，其中敲出2轟與5分打點。最後球隊4勝1敗晉級，帕基特也拿下美聯冠軍賽的MVP。
到了世界大賽，雙城在前5場比賽拿下2勝3敗。結果帕基特在第6場比賽的延長10局敲出再見轟，幫助球隊追平系列賽。最後第7場靠著傑克·莫里斯的10局完封勝，加上Gene Larkin的再見安打拿下勝利。
不過自此到帕基特退休之際，雙城隊便再也沒有挺進季後賽。1994年，帕基特拿下個人第一座打點王，他在108場出賽中打回112分打點。1995年，帕基特的打擊率維持在3成14，並敲出23轟與99分打點。然而他卻在9月28日的比賽中，被投手丹尼斯·馬丁尼茲的快速球正中臉部。

## 宣布退休

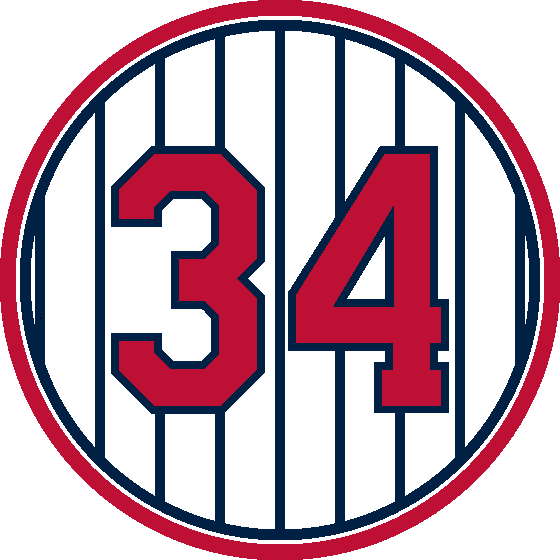
1997年，雙城隊將帕基特的34號球衣退休。

1996年，帕基特持續參與球隊春訓。然而他在3月28日發現自己右眼看不到東西，他在經過檢查後確診青光眼。當時帕基特經歷了三次手術，但是完全挽救不了自己的視力。最後他在1996年7月12日宣布退休，他也在這年拿下羅伯托·克萊門特獎。
1997年，球隊將他的34號球衣永久退役。1999年，The Sporting News將帕基特評選為美國棒球史上百大傑出球員的第86名。2001年，他首度獲得名人堂票選資格，並且一次就成功入選。

## 外遇事件
2002年3月，一名女子控告帕基特的妻子認為她和帕基特有外遇，並被威脅要取其性命。同月，另一名女子控告帕基特將她強推入其住處，於是向法院聲請保護令。2002年9月，帕基特被控訴涉嫌在餐廳廁所對某位女子進行性騷擾。不過最後證據不足，帕基特獲判無罪。

## 逝世與紀念
2006年3月5日，帕基特出現出血性中風，並在當日緊急送醫。當時他的前隊友Shane Mack和Kent Hrbek都到醫院給予帕基特支持，不過最後帕基特隔日仍舊不敵病魔去世，享年僅45歲。
經過屍檢後，帕基特被確認是因為高血壓引發中風而去世。在活著入選名人堂的選手當中，帕基特是第二年輕就去世的球員(僅次於盧·賈里格)。
明尼亞波利斯也將3月12日訂為帕基特日，並在當天舉辦一場私人追思會。而名人堂球員哈蒙·基勒布魯、小卡爾·瑞普肯、戴夫·溫菲爾德都有到場。
2010年4月12日，雙城隊在標靶球場設立了一座帕基特的塑像。而該塑像的動作正是參考帕基特在世界大賽敲出再見轟的跑壘動作。
2016年，「老爹」大衛·歐提茲曾說到他當初會選擇34號就是為了致敬帕基特。

## 外部連結
- 球員資訊和成績在MLB，ESPN，Baseball-Reference，Fangraphs（英文）
- 克爾比·帕基特在台灣棒球維基館上的頁面（繁體中文）

| 奖项与成就                     | 奖项与成就                               | 奖项与成就                         |
| ------------------------------ | ---------------------------------------- | ---------------------------------- |
| 前任： 丹·馬丁利 羅伯托·阿勒瑪 | 美聯單月最佳球員 1986年4月 1992年5月&6月 | 繼任： 韋德·博格斯 埃德加·馬丁尼茲 |
| 前任： Tony Phillips           | 完全打擊 1986年8月1日                    | 繼任： 安德烈·道森                 |